# Giorgio Pelloni
Giorgio Pelloni (* 18. August 1939 in Rom) ist ein italienischer Kameramann und Fernsehregisseur.
Pelloni fotografierte vor allem Dokumentarfilme und war dabei u. a. auch für Pier Paolo Pasolini und Bernardo Bertolucci tätig. Für mehrere Arbeiten war er auch als Tonmeister verantwortlich. Zwischen 1974 und 1985 inszenierte er drei Fernsehfilme nach eigenen Drehbüchern, darunter La settimana di Chiara Brenna, in der er die Organisatorin der ersten Arbeitskämpfe in der Lombardei porträtierte.

## Filmografie (Auswahl)
- 1969: Skizzen für eine afrikanische Orestie (Appunti per un'Orestiade africana) (Kamera)
- 1982: La settimana di Chiara Brenna (Fernsehfilm, auch Drehbuch)